# رالف میکر
رالف میکر (انگلیسی: Ralph Meeker؛ ۲۱ نوامبر ۱۹۲۰ – ۵ اوت ۱۹۸۸) هنرپیشه اهل ایالات متحده آمریکا بود. از فیلم‌هایی که وی در آن نقش داشته است، می‌توان به راه‌های افتخار، غذای خدایان، مرگبار ببوس مرا و دوازده مرد خبیث اشاره کرد.